# حسین انسان
حسین انسان (زادهٔ ۲۲ مه ۱۹۶۴) یک پوکرباز حرفه‌ای ایرانی است. وی در سال ۲۰۱۹ برندهٔ جایزهٔ اول ۱۰ میلیون دلاریِ رویداد اصلی سری مسابقات جهانی پوکر شد.

## زندگی شخصی
او زاده شهرستان هفتکل در استان خوزستان است و اصالتا لر ، از طایفه نریمیسا و ایل بهمئی است.